# Chaulgnes
Chaulgnes (Chogne en nivernais) est une commune française située dans le département de la Nièvre, en région Bourgogne-Franche-Comté.

## Géographie

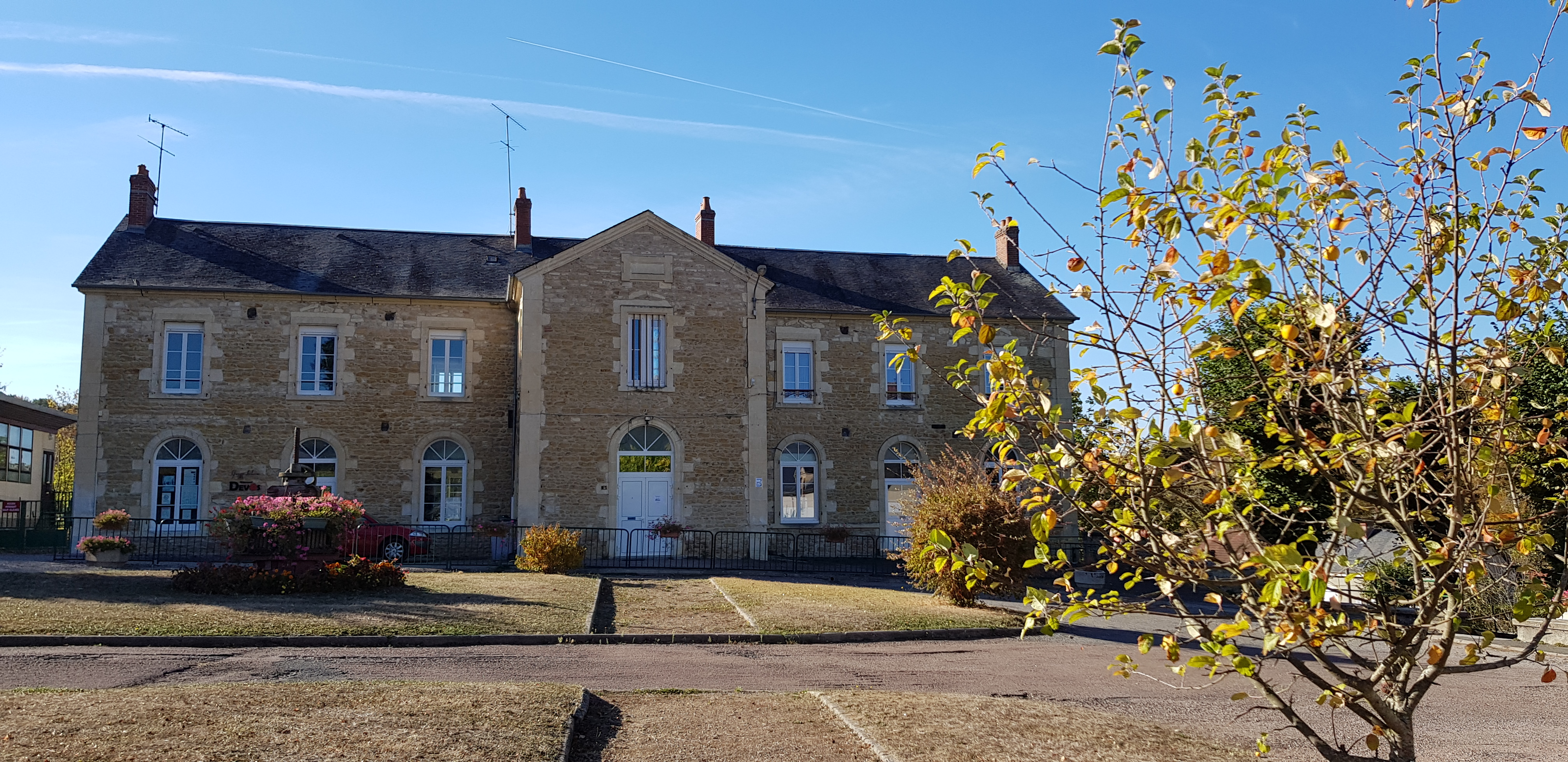
École Raymond-Devos.

Chaulgnes est une commune située dans le département de la Nièvre, dans l’arrondissement de Cosne. La superficie de la commune est de 2 510 hectares. Son altitude varie entre 177 et 343 mètres. Elle représente la « porte » des Bertranges, l'une des plus vastes forêts de France.
La commune est implantée dans le quart nord-ouest de la Nièvre, à environ 18 km de Nevers (par la route). Elle est située à 10 km de La Charité-sur-Loire et à 35 km au sud de Cosne-Cours-sur-Loire, son chef-lieu d'arrondissement.
Elle compte 1 505 habitants en 2017, appelés les Chaulgnards et les Chaulgnardes.

### Villages, hameaux, lieux-dits, écarts
Elle est constituée de hameaux rassemblant la majeure partie de la population. On peut en distinguer deux catégories :
- les anciens hameaux paysans, auxquels se sont souvent ajoutées des constructions plus récentes :

- Les Aubues
- Beaulieu
- La Berge
- Le Chaillou
- Chalons-les-Coques
- Le Chazeau
- Chazelles
- Eugnes
- Langle
- Pertuiseau
- Les Revenus
- Le Riot
- Tigran
- Le Tremblay ;

- les lieux-dits sur lesquels des habitations ont été construites depuis les années 1960 :

- La Brosse
- Le Champ des Épinards
- Les Chaumes
- Le Gros Chêne
- Le Mambor
- Le Margat
- Orge
- Le Quartier aux Merles
- La Toussardat.

### Climat
Pour des articles plus généraux, voir Climat de la Bourgogne-Franche-Comté et Climat de la Nièvre.
En 2010, le climat de la commune est de type climat océanique dégradé des plaines du Centre et du Nord, selon une étude du Centre national de la recherche scientifique s'appuyant sur une série de données couvrant la période 1971-2000. En 2020, Météo-France publie une typologie des climats de la France métropolitaine dans laquelle la commune est exposée à un climat océanique altéré et est dans la région climatique  Centre et contreforts nord du Massif Central, caractérisée par un air sec en été et un bon ensoleillement. 
Pour la période 1971-2000, la température annuelle moyenne est de 11,3 °C, avec une amplitude thermique annuelle de 16 °C. Le cumul annuel moyen de précipitations est de 861 mm, avec 11,8 jours de précipitations en janvier et 8,3 jours en juillet. Pour la période 1991-2020, la température moyenne annuelle observée sur la station météorologique de Météo-France la plus proche, « Guerigny », sur la commune de Guérigny à 8 km à vol d'oiseau, est de 11,7 °C et le cumul annuel moyen de précipitations est de 910,8 mm. 
La température maximale relevée sur cette station est de 42,5 °C, atteinte le 9 août 2003 ; la température minimale est de −14,1 °C, atteinte le 9 février 2012,,. 
Les paramètres climatiques de la commune ont été estimés pour le milieu du siècle (2041-2070) selon différents scénarios d'émission de gaz à effet de serre à partir des nouvelles projections climatiques de référence DRIAS-2020. Ils sont consultables sur un site dédié publié par Météo-France en novembre 2022.

## Urbanisme

### Typologie
Au 1er janvier 2024, Chaulgnes est catégorisée commune rurale à habitat dispersé, selon la nouvelle grille communale de densité à sept niveaux définie par l'Insee en 2022.
Elle est située hors unité urbaine. Par ailleurs la commune fait partie de l'aire d'attraction de Nevers, dont elle est une commune de la couronne,. Cette aire, qui regroupe 93 communes, est catégorisée dans les aires de 50 000 à moins de 200 000 habitants,.

### Occupation des sols
L'occupation des sols de la commune, telle qu'elle ressort de la base de données européenne d’occupation biophysique des sols Corine Land Cover (CLC), est marquée par l'importance des territoires agricoles (48,2 % en 2018), en diminution par rapport à 1990 (51,4 %). La répartition détaillée en 2018 est la suivante : forêts (42,7 %), terres arables (22,2 %), prairies (21,4 %), zones urbanisées (6,3 %), zones agricoles hétérogènes (4,6 %), milieux à végétation arbustive et/ou herbacée (2,7 %). L'évolution de l’occupation des sols de la commune et de ses infrastructures peut être observée sur les différentes représentations cartographiques du territoire : la carte de Cassini (XVIIIe siècle), la carte d'état-major (1820-1866) et les cartes ou photos aériennes de l'IGN pour la période actuelle (1950 à aujourd'hui).

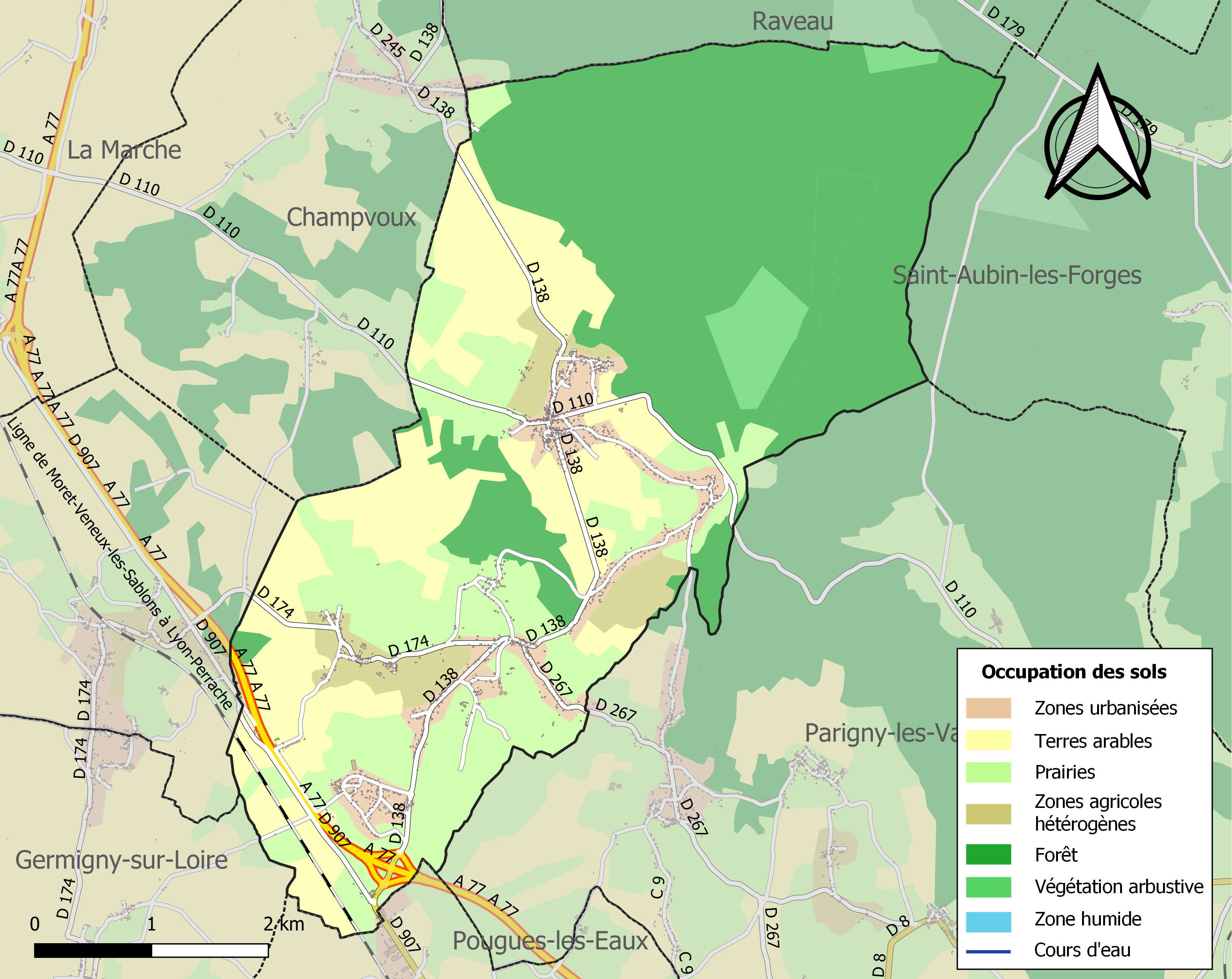
Carte des infrastructures et de l'occupation des sols de la commune en 2018 (CLC).

## Toponymie
Le nom de Chaulgnes semble dériver du nom d’homme latin Cautonius.
Le vrai nom de la commune est Chaulgne, sans s. La première mention connue remonte à 1287 (registre de l’évêché de Nevers) : Chooigne. On relève également : Chougnia (1356), Choigne (1422), Choignia (1433), Chaugne (1438) et Chougne (1449).
Selon le linguiste Jean-Marie Meunier, natif de la commune, le nom de Chaulgnes vient du mot cavania, nom d’une villa bâtie par un Gallo-romain répondant au nom gaulois de Cavannus (hibou).

## Histoire
- La première mention connue du nom de la commune remonte à 1287 : Chooigne.
- 1895, 16 février : le meurtre du garde-champêtre de la commune par un aliéné provoque une vive polémique, les députés de la Nièvre interpellant le gouvernement à ce sujet[17].
- Jusqu'au début du XXe siècle, Chaulgnes comptait une tuilerie et une huilerie.
- La commune a été un haut lieu de la Résistance durant la guerre de 1939-1945.

### Curés
- 1687 : Louis Guillin
- 1707 : Joseph Guittot
- 1778 : Faulcon
- 1785 : Jean-Étienne Bitton

## Politique et administration

### Liste des maires
| Période   | Période                       | Identité               | Étiquette | Qualité                   |
| --------- | ----------------------------- | ---------------------- | --------- | ------------------------- |
| 1935      | mars 1971                     | Jean-Fernand Frémillon | DVD       | Exploitant agricole       |
| mars 1971 | 1992                          | Marcel Gauthier        | PCF       | Retraité                  |
| 1992      | 2003                          | Patrick Coquoin        | PCF       | Secrétaire général        |
| 2003      | 2014                          | Isabelle Cassar        | PCF       | Chargée mission insertion |
| 2014      | 2020                          | Olivier Cadiot         | SE        | Exploitant agricole       |
| 2020      | En cours (au 12 juillet 2023) | Sébastien Clémençon    | DVG       | Éducateur Physique        |

## Démographie
L'évolution du nombre d'habitants est connue à travers les recensements de la population effectués dans la commune depuis 1793. Pour les communes de moins de 10 000 habitants, une enquête de recensement portant sur toute la population est réalisée tous les cinq ans, les populations de référence des années intermédiaires étant quant à elles estimées par interpolation ou extrapolation. Pour la commune, le premier recensement exhaustif entrant dans le cadre du nouveau dispositif a été réalisé en 2007.

En 2022, la commune comptait 1 503 habitants, en évolution de +0,54 % par rapport à 2016 (Nièvre : −3,28 %, France hors Mayotte : +2,11 %).
| 1793  | 1800 | 1806  | 1821  | 1831  | 1836  | 1841  | 1846  | 1851  |
| ----- | ---- | ----- | ----- | ----- | ----- | ----- | ----- | ----- |
| 1 060 | 917  | 1 087 | 1 202 | 1 378 | 1 418 | 1 354 | 1 452 | 1 500 |

| 1856  | 1861  | 1866  | 1872  | 1876  | 1881  | 1886  | 1891  | 1896  |
| ----- | ----- | ----- | ----- | ----- | ----- | ----- | ----- | ----- |
| 1 438 | 1 471 | 1 465 | 1 407 | 1 416 | 1 422 | 1 400 | 1 296 | 1 305 |

| 1901  | 1906  | 1911  | 1921 | 1926 | 1931 | 1936 | 1946 | 1954 |
| ----- | ----- | ----- | ---- | ---- | ---- | ---- | ---- | ---- |
| 1 184 | 1 230 | 1 116 | 987  | 888  | 845  | 810  | 816  | 752  |

| 1962 | 1968 | 1975 | 1982  | 1990  | 1999  | 2006  | 2007  | 2012  |
| ---- | ---- | ---- | ----- | ----- | ----- | ----- | ----- | ----- |
| 834  | 791  | 837  | 1 188 | 1 286 | 1 262 | 1 318 | 1 326 | 1 444 |

| 2017  | 2022  | - | - | - | - | - | - | - |
| ----- | ----- | - | - | - | - | - | - | - |
| 1 505 | 1 503 | - | - | - | - | - | - | - |

## Culture locale et patrimoine

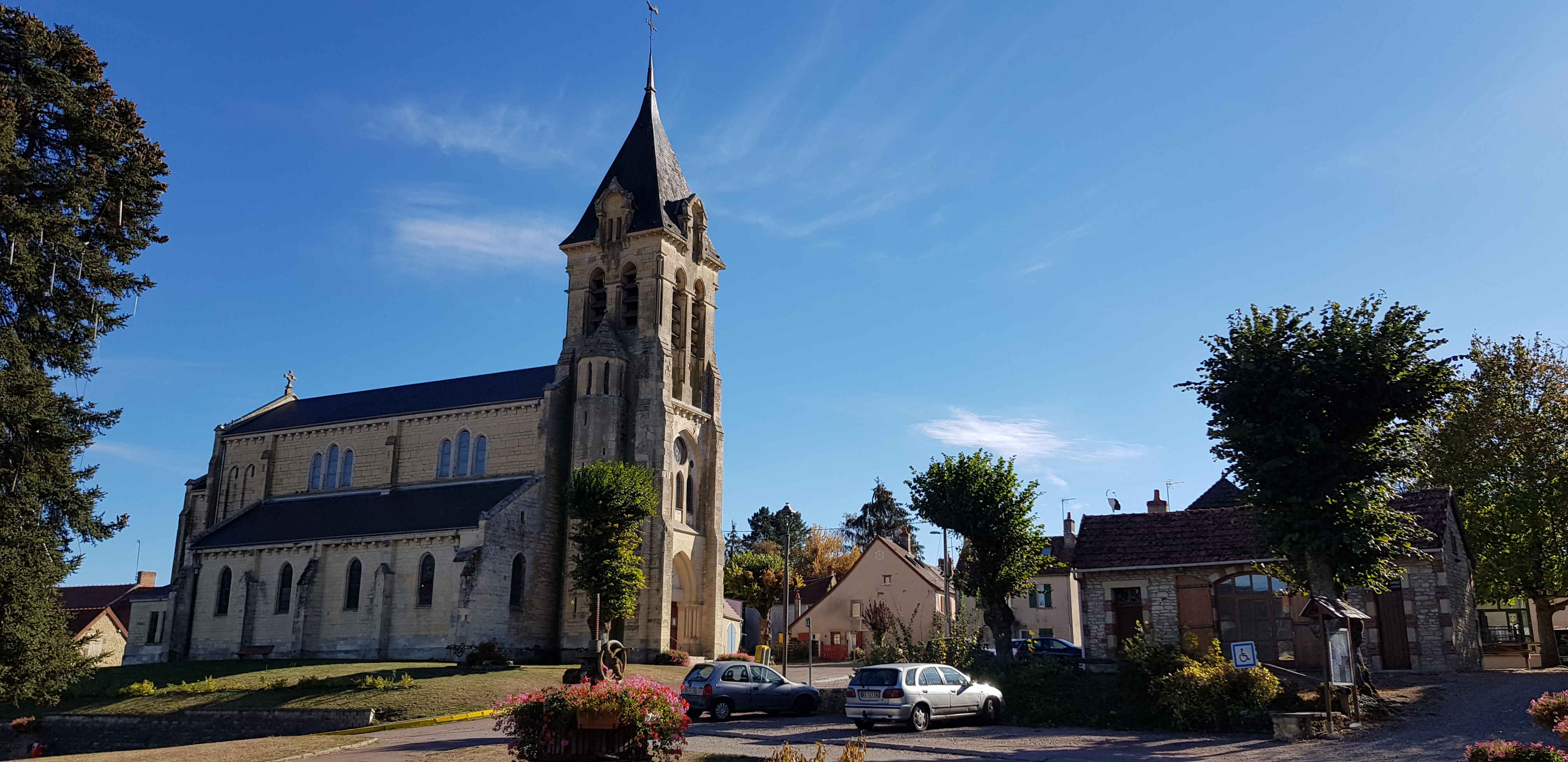
L'église.

### Lieux et monuments
- Ruines du château des Coques, rendu illustre par la correspondance du poète Maurice de Guérin (1810-1839)
- l’église Saint-Étienne des XIIe et XVIe siècles
- le château du Tremblay du XIXe siècle
- le château du Petit Charly, fondations et caves du XIIe siècle ; tour du XVe siècle
- le château du Vieux-Charly  et son donjon du XIVe siècle
- le château de Chazelles
- le manoir du Chazeau et ses jardins
- l’ancienne commune libre des Aubues
- le hameau d’Eugnes et son habitat ancien
- nombreux lavoirs : lavoir du Bourg, fontaine de Billon, lavoir d'Eugnes, lavoir des Aubues, lavoir du Chazeau
- maison du chanoine Jean-Marie Meunier (1862-1929[23]), linguiste ; le 15 août 1936, une plaque commémorative est apposée en façade[24].

### Personnalités liées à la commune

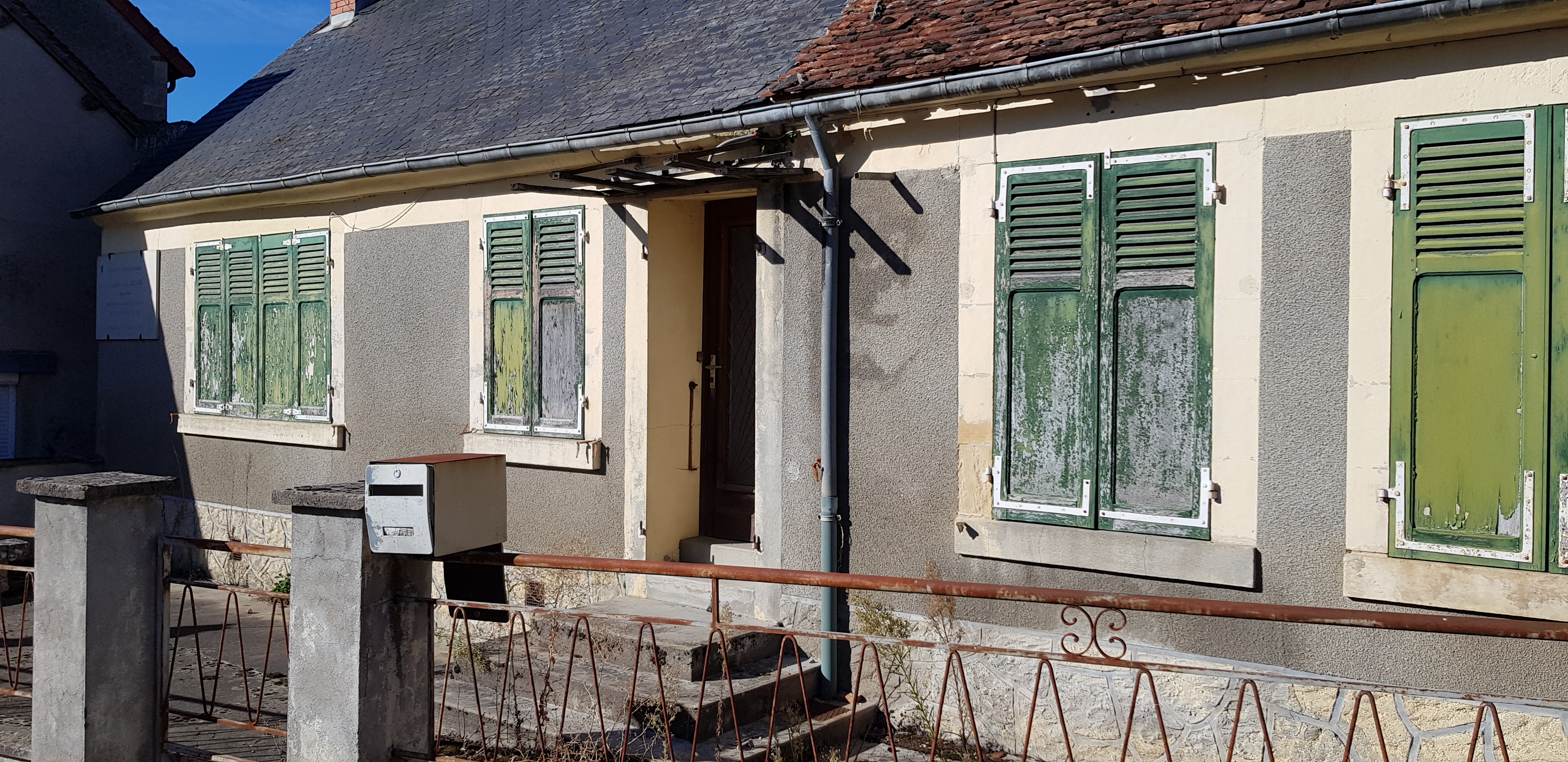
Maison où est décédé le chanoine Jean-Marie Meunier en 1929.

- Guy Creuzet de Richerand (1652-1704) : ingénieur militaire né à Chaulgnes
- Henriette de Sainte-Marie (1809-1875[25]), baronne Almaury de Maistre : compositrice décédée à Chaulgnes, où elle vécut en 1837, en compagnie du poète romantique Maurice de Guérin et de sa sœur Eugénie de Guérin, des heures passionnées au château des Coques - dont il ne reste aujourd'hui presque rien. La correspondance de Maurice de Guérin témoigne en détail de ces événements et appartient au patrimoine national de la poésie française.
- Charles Flandin dit Flandin des Aubues, célèbre médecin, né aux Aubues le 13 mars 1803 et mort en 1891. Fut chargé en 1835 des comptes rendus de l'Académie des Sciences dans Le Moniteur. Membre du Conseil de salubrité en 1845. A fait publier divers traités, mémoires et études.
- Chanoine Jean-Marie Meunier (1862-1929) : linguiste né et mort à Chaulgnes ;
- Antoine Gavory (1975-) : journaliste et écrivain
- Jean-Baptiste Harang (né à Chaulgnes en 1949) : journaliste et écrivain
- Osamu Yamazaki (1941) : peintre

### Événements liés à la commune
- Festival ska punk « Skalimouchaulgnes »
- Festival de la musique (juin)
- Salon du Livre (octobre)
- Fête du Cheval (septembre)
- Marché d'automne (octobre)